# 通化駅
通化駅（つうか-えき）は中華人民共和国吉林省通化市東昌区にある中国国鉄瀋陽鉄路局が管轄する鉄道駅である。

## 利用可能な鉄道路線
中国鉄路総公司
梅集線
通灌線

## 歴史
- 1937年 - 梅輯線の駅として開業。
- 2012年9月26日 - 通灌線が開業。
- 2013年11月1日 - 通灌線の旅客営業開始[1]。

## 隣の駅
中国鉄路総公司
梅集線
二密河駅 - 通化駅 - 東通化駅
通灌線
通化県駅 - 通化駅